# Уније
Уније је острво у хрватском дијелу Јадрана. Налази се између острва Црес, Лошињ и Сусак. Захвата површину од 16,77 km², а дужина обале је 36,6 километара. Највиши врх је Калк, са 132 метра. Административно припада Приморско-горанској жупанији.
Обала је разуђена и обрасла макијом и засадима маслина. Према посљедњем попису на острву живи 88 становника у једном насељу Унију. Овдје се налазе и остаци илирских утврђења.